# Schismatoglottis plurivenia
Schismatoglottis plurivenia är en kallaväxtart som beskrevs av Cornelis Rugier Willem Karel van Alderwerelt van Rosenburgh. Schismatoglottis plurivenia ingår i släktet Schismatoglottis och familjen kallaväxter. Inga underarter finns listade.